# Villennes-sur-Seine
Villennes-sur-Seine je zahodno predmestje Pariza in občina v departmaju Yvelines osrednje francoske regije Île-de-France. Leta 1999 je naselje imelo 4.864 prebivalcev.

## Geografija
Kraj leži na levem bregu reke Sene 30 km zahodno od središča Pariza.

## Administracija
Občina Villennes-sur-Seine se nahaja v kantonu Poissy-Sever, slednji je vključen v okrožje Saint-Germain-en-Laye.